# Bitka pri Durocortorumu
Bitka pri Reimsu ali Bitka pri Durocortorumu se je odvila leta 356 med zahodno rimsko vojsko, ki jo je vodil zahodni rimski cesar Julijan in Alemani. Alemani so zmagali.
In potem ko se je tam (v Troyesu (Augustobona Tricassium)) kratek čas zadržal, je iz obzirnosti do utrujenih vojakov menil, da ne sme odlašati in se je odpravil proti mestu Reims (Durocortōrum). Tam je ukazal, naj se vsa vojska zbere z zalogami za en mesec in čaka na njegov prihod; kraju je poveljeval Ursicinusov naslednik Marcellus Marcellus, samemu Ursicinusu pa je bilo naročeno, naj služi v isti regiji do konca pohoda. Po številnih različnih mnenjih so se torej dogovorili, da bodo alemansko hordo napadli prek "Desetih kantonov" v strnjenih vrstah; vojaki pa so se v to smer odpravili z nenavadno živahnostjo. Ker je bil dan meglen in oblačen, tako da ni bilo mogoče videti niti bližnjih predmetov, je sovražnik, s pomočjo poznavanja dežele obšel cesto po križišču in napadel dve legiji, ki sta bili v zaledju Cezarjeve vojske. Skoraj bi ju uničil, če ne bi kriki, ki so jih nenadoma dvignili, privabili okrepitev naših zaveznikov. Takrat in pozneje je bil Julijan previden in oklevajoč, saj je mislil, da ne more prečkati ne cest ne rek brez zasede
Po tem se je Julijan boril in zmagal v bitki pri Brumathu (Brocomagus).